# Алібаєв Сефер Енверович
Аліба́єв Сефе́р Енве́рович (крим. Sefer Enver oğlu Alibaev, нар. 5 травня 1968, Наманган, СРСР) — радянський та український кримськотатарський футболіст, що виступав на позиції захисника. Найбільше відомий завдяки виступам у складі сімферопольської «Таврії», намаганського «Навбахора» та низки інших клубів. Переможець першого чемпіонату України з футболу (1992), фіналіст Кубка України (1993/94). Майстер спорту України (1992). Після завершення активних виступів розпочав кар'єру футбольного агента.

## Життєпис
Сефер Алібаєв народився в Намангані. В дитинстві протягом трьох років відвідував секцію з плавання. Через заборону матері займатися футболом, йому доводилося йти на усілякі хитрощі, аби приділяти увагу улюбленому виду спорту. Серйозно займатися футболом Сефер почав у віці 11 років у наманганській ДЮСШ, де його першим тренером став власний батько. У 1981 році отримав виклик до юнацької збірної Узбецької РСР, що готувалася до Всесоюзної Спартакіади школярів 1984 року. У основному складі «Новбахора» дебютував у сезоні 1983, у віці 15 років. Всього у складі наманганського клубу Алібаєв провів 117 матчів та забив 1 м'яч. За підсумками сезону 1990 року разом з командою здобув право на участь у змаганнях першої ліги чемпіонату СРСР.
По закінченню сезона 1991 року Сефер Алібаєв отримав запрошення від сімферопольської «Таврії». У першому ж чемпіонаті незалежної України сімферопольцям вдалося створити сенсацію, перегравши у фінальному матчі київське «Динамо» та здобувши «золото» турніру. В Лізі Чемпіонів «Таврія» спочатку пройшла ірландський «Шелбурн» (0:0, 2:1), а у наступному раунді поступилася за сумою двох матчів швейцарському «Сьйону» (1:3, 1:4). Алібаєв з'являвся на полі у трьох з чотирьох поєдинків. Другим значним успіхом у складі «Таврії» стала участь у фіналі розіграшу Кубка України 1993/94, в якому сімферопольці поступилися у серії післяматчевих пенальті одеському «Чорноморцю».
Наступний сезон Алібаєв, разом зі своїм партнером по «Таврії» Талятом Шейхаметовим, розпочав вже у іншому клуб — кременчуцькому «Кремені», однак провів у його складі всього 8 поєдинків чемпіонату України та 2 поєдинки у Кубку. Після цього нетривалий час перебував у складі єкатеринбурзького «Уралмаша» та провів сезон у ташкентському «Тракторі». По закінченню сезону 1996 у віці 28 років Сефер Алібаєв закінчив кар'єру футболіста.
На початку 10-их років XXI сторіччя Алібаєв на повний голос заявив про себе, як про успішного футбольного агента. Його клієнтами були такі відомі в Україні футболісти, як Андрій Несмачний, Максим Шацьких, Олег Шелаєв, Віталій Мандзюк, Микола Морозюк, Олександр Рибка, В'ячеслав Шарпар, Віталій Лисицький, Ігор Скоба, В'ячеслав Кернозенко та багато інших.

## Досягнення
Командні трофеї
- Чемпіон України (1): 1992
- Фіналіст Кубка України (1): 1993/94
- Срібний призер Східної зони другої ліги чемпіонату СРСР (1): 1990
- Срібний призер 7 зони другої ліги чемпіонату СРСР (1): 1989
- Бронзовий призер 7 зони другої ліги чемпіонату СРСР (1): 1988

Особисті здобутки
- Майстер спорту України (1992)